# Eurosport Polska
Eurosport Polska – polska wersja językowa kanału Eurosport została uruchomiona 10 kwietnia 1996 roku. Pierwsza transmisja miała miejsce o godzinie 17:30. Początkowo były to 3 godziny dziennie polskich komentarzy. Od lipca 2000, wszystkim relacjom sportowym towarzyszy polski komentarz. Polski program Eurosportu jest obecny w ponad 6,1 miliona gospodarstw domowych (dane ze stycznia 2008).
W ciągu 15 lat, z Eurosportem współpracowały czołowe postaci polskiego sportu, zarówno gwiazdy sportu, eksperci i dziennikarze, m.in.: Otylia Jędrzejczak, Alicja Pęczak, Andrzej Niemczyk, Małgorzata Glinka, Krzysztof Hołowczyc, Mariusz Pudzianowski, Henryk Kasperczak, Jerzy Engel, Janusz Wójcik, Andrzej Strejlau, Wojciech Fibak, Magdalena Grzybowska, Kajetan Broniewski, Tomasz Hajto, Tomasz Wiktorowski.
Kanał jest najczęściej oglądanym i najbardziej dochodowym kanałem sportowym w Polsce.
17 stycznia 2009 roku - Eurosport Polska uruchomił sportowy serwis internetowy www.eurosport.pl, który od 2018 roku tworzony jest wspólnie z tvn24.pl.
1 sierpnia 2009 roku - Eurosport Polska uruchomił usługę Eurosport Mobile.
25 stycznia 2010 roku - kanał Eurosport otrzymał Telekamerę TeleTygodnia 2010 w kategorii kanał sportowy.
W 2012 roku uruchomiona została usługa Eurosport Player, zastąpiona przez pakiet Eurosport Extra w serwisie player.
Kanał posiada licencję na pokazywanie Igrzysk Olimpijskich w latach 2018 - 2024 oraz 2026 - 2032. Podczas zimowych igrzysk w Pjongczangu w 2018 Eurosport pierwszy raz pokazywał polskojęzyczne studio (mieściło się ono w centrali stacji w Paryżu. Prowadzącym studio był Michał Korościel (dziennikarz Radia Zet, komentator żużla w Eurosporcie oraz Eleven Sports), a stałymi gośćmi Tomasz Sikora i Jakub Kot). Podczas igrzysk Tokio 2020 (odbyły się w 2021) oraz Pekin 2022 Eurosport wykorzystywał wirtualne studio zlokalizowane w siedzibie stacji TVN w Warszawie.
Ofertę Eurosport Polska można oglądać w dwóch kanał linearnych - Eurosport 1 i Eurosport 2 oraz w serwisie player, w pakiecie Eurosport Extra. Wybrane transmisje pokazywane są również w pozostałych kanałach grupy TVN Warner Bros. Discovery: TVN (Puchar Świata w skokach narciarskich - osobne studio, wspólny komentarz), TTV (rundy Speedway Grand Prix rozgrywane w Polsce, finał Drużynowego Pucharu Świata na żużlu), Metro (mecze reprezentacji Polski w piłce ręcznej). Podczas igrzysk olimpijskich nadawca uruchamiał dodatkowe kanały telewizyjne dostępne u wybranych operatorów i w serwisie player, Eurosport 3 - 9 (do 2022 roku 3 - 5) oraz Eurosport 4K.
Od lutego 2023 zespół Eurosportu odpowiada za przygotowanie serwisów sportowych w TVN i TVN24.

## Prawa sportowe[9]
Eurosport posiada prawa do pokazywania w Polsce, m.in.:

### Biegi narciarskie
- Puchar Świata (do końca sezonu 2025/2026)
- Mistrzostwa Świata w narciarstwie klasycznym 2023 i 2025

### Kolarstwo szosowe
- Tour de France
- Vuelta a Espania
- Giro d'Italia
- większość wyścigów UCI Word Tour
- Mistrzostwa Świat
- Mistrzostwa Europy

### Kolarstwo górskie
- Mistrzostwa Świata
- Puchar Świata UCI

### Kolarstwo torowe
- Mistrzostwa świat
- Torowa Liga Mistrzów UCI

### Kombinacja norweska
- Puchar Świata
- Mistrzostwa świata w narciarstwie klasycznym

### Narciarstwo alpejskie
- Puchar Świata

### Narciarstwo dowolne
- Puchar Świata

### Piłka ręczna
- Liga mistrzów (mężczyzn i kobiet)
- Liga Europejska (mężczyzn i kobiet)
- Puchar EHF (mężczyzn i kobiet)
- Mistrzostwa Europy 2026 (mężczyzn i kobiet)

### Piłka ręczna plażowa
- Mistrzostwa Europy 2025

### Skoki narciarskie
- Puchar Świata (mężczyzn i kobiet) do końca sezonu 2024/2025
- Mistrzostwa Świata w narciarstwie klasycznym
- Letnie Grand Prix

### Snooker
- Mistrzostwa Świata
- turnieje rankingowe World Tour

### Snowboard
- Puchar Świata

### Tenis
- Australian Open
- French Open
- US Open

### Żużel
- Speedway Grand Prix
- Speedway Grand Prix 2
- Speedway Grand Prix 3
- Drużynowy Puchar Świata
- Speedway of Nations